# Brignon
Brignon là một xã trong tỉnh Gard thuộc vùng Occitanie, phía nam nước Pháp. Xã Brignon nằm ở khu vực có độ cao trung bình 78 mét trên mực nước biển.